# Kšinná
Kšinná és un poble i municipi d'Eslovàquia que es troba a la regió de Trenčín. La primera menció escrita de la vila es remunta al 1352.

## Demografia
| Godina             | 1994 | 2004    | 2014   | 2024   |
| ------------------ | ---- | ------- | ------ | ------ |
| Nombre de persones | 609  | 545     | 519    | 475    |
| Diferència         |      | −10,50% | −4,77% | −8,47% |

| Godina             | 2023 | 2024   |
| ------------------ | ---- | ------ |
| Nombre de persones | 478  | 475    |
| Diferència         |      | −0,62% |